# Viking (bilmärke)

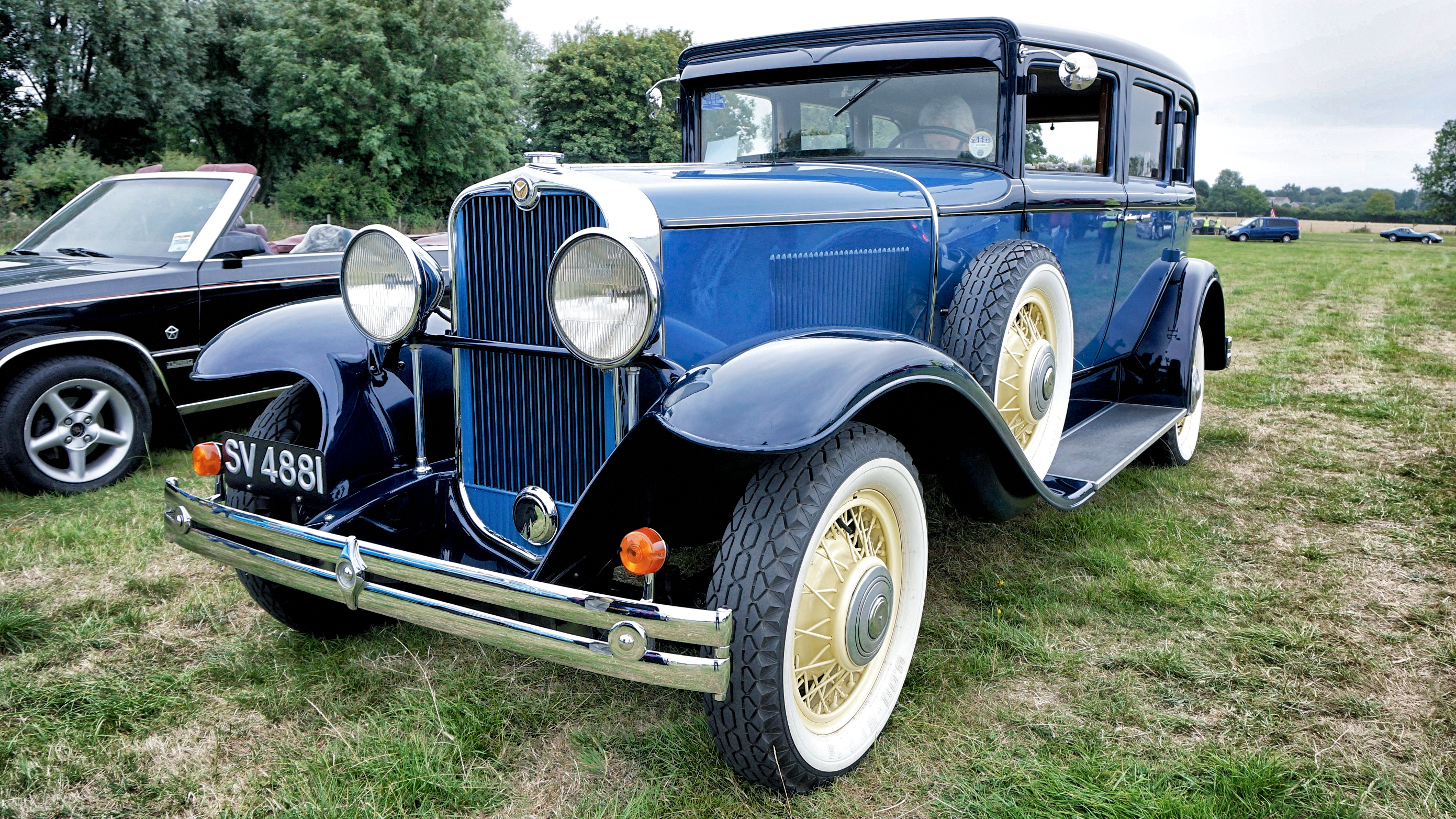
Viking V8 1930

Viking var ett amerikanskt bilmärke som tillverkades av General Motors i Lansing i Michigan mellan 1929 och 1931.

## Historia
Under det glada 1920-talet tycktes den ekonomiska utvecklingen vara utan gräns. General Motors chef Alfred P. Sloan ville ha ett bilmärke för varje tänkbar kund och gav därför koncernens bilmärken uppdraget att ta fram systermärken som skulle täcka hela marknaden. Oakland lanserade Pontiac 1926 och Cadillac presenterade LaSalle året därpå. 1929 kom Oldsmobiles Viking och Buicks Marquette.
Till skillnad från övriga systermärken var Viking dyrare och mer påkostad än samtida Oldsmobile-modeller och påminde om en mindre LaSalle, ända in på V8-motorn.  Dessvärre sammanföll introduktionen med börskraschen och den påföljande depressionen. Försäljningen blev en besvikelse och 1931 lade GM ned märket, tillsammans med Oakland och Marquette.